# Venterol (Alpes-de-Haute-Provence)
Venterol ist eine französische Gemeinde mit 226 Einwohnern (Stand 1. Januar 2022) im Département Alpes-de-Haute-Provence in der Region Provence-Alpes-Côte d’Azur. Sie gehört zum Kanton Seyne im Arrondissement Forcalquier.

## Geographie
Der Dorfkern befindet sich auf 1000 m. Rund 1000 Hektar der Gemeindegemarkung sind bewaldet.
Die Gemeinde grenzt im Norden an Jarjayes, im Nordosten an Valserres, im Osten an Piégut, im Südosten an Gigors, im Süden an Faucon-du-Caire, im Westen an Curbans sowie im Nordwesten an Tallard und Lettret.

## Bevölkerungsentwicklung
| Jahr      | 1962 | 1968 | 1975 | 1982 | 1990 | 1999 | 2008 | 2013 |
| --------- | ---- | ---- | ---- | ---- | ---- | ---- | ---- | ---- |
| Einwohner | 150  | 134  | 131  | 115  | 142  | 197  | 229  | 248  |